# Рур (приток Мааса)
Рур (нем. Rur, нидерл. Roer) — река в Бельгии, Германии и Нидерландах, правый приток Мааса. Длина реки — 170 км, площадь водосборного бассейна — 2340 км².
В нижнем течении сток Рура зарегулирован плотинами. Паводки зимой и весной. Несудоходна.
На Руре стоят города Моншау, Хаймбах, Нидегген, Дюрен, Юлих, Хайнсберг (Германия), в устье — порт Рурмонд и историческое поселение Синт-Одилиенберг (Нидерланды).

## Течение

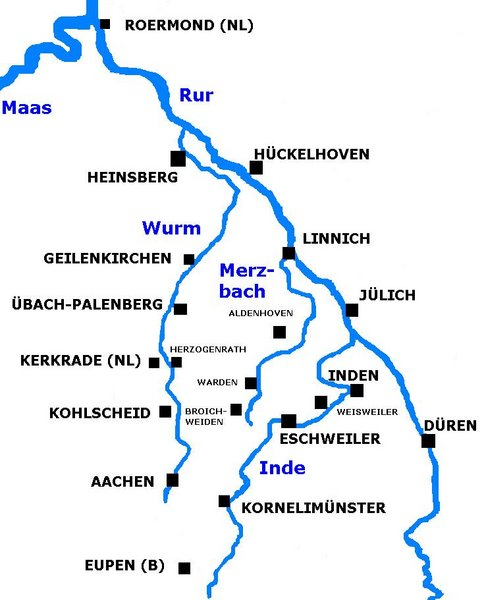

Исток Рура находится на высоте 660 метров над уровнем моря в Национальном парке Высокий Фенн, расположенном на возвышенности Высокий Фенн (Hautes Fagnes) в Бельгии. Южнее города Моншау Рур втекает на территорию Германии (федеральная земля Северный Рейн-Вестфалия). Протекает через северную часть горного массива Айфель (Eifel). Через 39 км Рур образует Рурштаузе — второе по величине рукотворное озеро Германии. На 160-м км Рур втекает на территорию Нидерландов и примерно на 170-м впадает в реку Маас в районе города Рурмонд.

## Притоки
- Крупные притоки: Инде, Вурм
- Элленбах (Ellebach)
- Инде (Inde)
- Калль (Kall)
- Малефинкбах (Malefinkbach)
- Мерцбах (Merzbach)
- Вурм (Wurm)
- Олеф (Olef)
- Урфт

## История

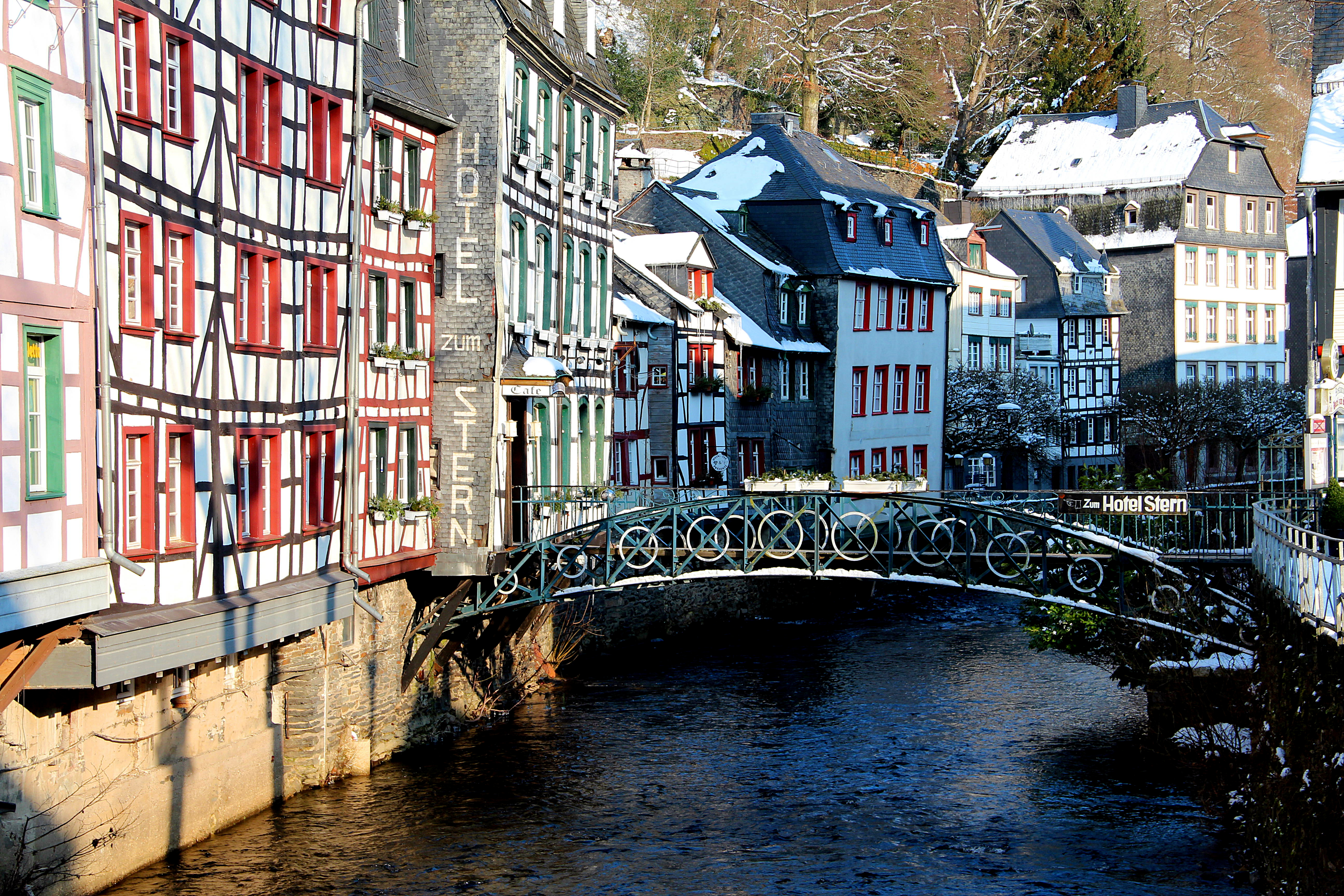
Рур в Моншау

С 1795 по 1815 год, когда Бельгия, Нидерланды и часть Германии входили в состав Франции, окрестности Рура входили в департамент, названный по имени реки.
Во время Второй мировой войны по Руру проходил фронт войск союзников. С 16 декабря 1944 по 23 февраля 1945, 9-я армия США не могла перейти Рур, так как немецкие войска контролировали дамбу в хорошо укреплённом районе около истока реки. Это означало, что вермахт потенциально мог взорвать дамбу и буквально смыть наступление. В конце концов, после того как немецкое контрнаступление в Арденах было остановлено, немецкие инженеры подорвали дамбу. После того, как новый уровень воды установился, рано утром 23 февраля 1945 в ходе операции «Граната» (англ. Grenade) силы союзников форсировали Рур в районе Дюрена.

## Музеи
- Wasser-Info-Zentrum в Хаймбахе.